# Zespół wzgórzowy
Zespół wzgórzowy (zespół talamiczny, zespół Déjerine'a-Roussy'ego, ang. thalamic syndrome) – zespół neurologiczny związany z procesem chorobowym uszkadzającym strukturę wzgórza. Najczęściej przyczyną uszkodzenia wzgórza są procesy naczyniowe udary niedokrwienne lub krwotoczne w dorzeczu arteria thalamostriata lub arteria thalamogaeniculata.
Na obraz kliniczny zespołu składają się:
- upośledzenie lub zniesienie czucia po przeciwległej stronie ciała związane z uszkodzeniem dróg czuciowych; najbardziej upośledzone jest czucie głębokie, mniej czucie dotyku i temperatury, najsłabiej czucie bólu,
- bardzo silne, samoistne, napadowe, palące, nieustępujące po środkach przeciwbólowych bóle obejmujące połowę ciała, tzw. bóle wzgórzowe, którym towarzyszy hiperpatia,
- przemijający niedowład połowiczy,
- ośrodkowy niedowład nerwu twarzowego,
- ruchy mimowolne o charakterze pląsawiczo–pseudoatetotycznym towarzyszące ruchom celowym, związane z zaburzeniem czucia głębokiego,
- ustawienie ręki typu "ręki położnika" zgięcie palców w stawach śródręczno-paliczkowych i nadmierne wyprostowanie w stawach międzypaliczkowych (tzw. ręka wzgórzowa),
- rzadko niedowidzenie połowicze.

Bóle wzgórzowe opisał Ludwig Edinger w 1891. Zespół dokładnie opisali w 1906 roku Joseph Jules Dejerine i Gustave Roussy.